# Allsvenskan 2001
L'edizione 2001 del campionato di calcio svedese (Allsvenskan) vide la vittoria finale dell'Hammarby IF.
Capocannoniere del torneo fu Stefan Selakovic (Halmstads BK), con 15 reti.

## Classifica finale
|    | Classifica     | G  | V  | N | P  | GF | GS | Diff | Punti |
| -- | -------------- | -- | -- | - | -- | -- | -- | ---- | ----- |
| 1  | Hammarby       | 26 | 14 | 6 | 6  | 45 | 28 | +17  | 48    |
| 2  | Djurgården     | 26 | 13 | 8 | 5  | 36 | 24 | +12  | 47    |
| 3  | AIK            | 26 | 12 | 9 | 5  | 45 | 29 | +16  | 45    |
| 4  | IFK Göteborg   | 26 | 12 | 8 | 6  | 41 | 31 | 10   | 44    |
| 5  | Helsingborg    | 26 | 11 | 9 | 6  | 47 | 29 | +18  | 42    |
| 6  | Örgryte        | 26 | 10 | 9 | 7  | 36 | 33 | +3   | 39    |
| 7  | Halmstad       | 26 | 10 | 8 | 8  | 50 | 31 | +19  | 38    |
| 8  | Örebro         | 26 | 8  | 9 | 9  | 48 | 44 | +4   | 33    |
| 9  | Malmö FF       | 26 | 9  | 5 | 12 | 39 | 46 | -7   | 32    |
| 10 | Elfsborg       | 26 | 9  | 3 | 14 | 31 | 51 | -20  | 30    |
| 11 | GIF Sundsvall  | 26 | 7  | 8 | 11 | 28 | 37 | -9   | 29    |
| 12 | IFK Norrköping | 26 | 7  | 8 | 11 | 29 | 40 | -11  | 29    |
| 13 | Häcken         | 26 | 5  | 9 | 12 | 35 | 50 | -15  | 24    |
| 14 | Trelleborg     | 26 | 3  | 5 | 18 | 25 | 62 | -37  | 14    |

## Spareggio salvezza/promozione
Allo spareggio salvezza/promozione vennero ammesse la dodicesima classificata in Allsvenskan (IFK Norrköping) e la terza classificata in Superettan (Mjällby AIF).
|                | Risultati |                | Luogo e data                |
| -------------- | --------- | -------------- | --------------------------- |
| Mjällby        | 2 - 1     | IFK Norrköping | Sölvesborg, 31 ottobre 2001 |
| IFK Norrköping | 3 - 1     | Mjällby        | Norrköping, 3 novembre 2001 |
|                |           |                |                             |

## Verdetti
- Hammarby IF campione di Svezia 2001.
- BK Häcken e Trelleborgs FF retrocesse in Superettan.